# Буча в Гуче
«Буча в Гуче» (серб. Guca!) — комедийный художественный фильм 2006 года, поставленный режиссёром Душаном Миличем.

## Сюжет
В крохотном сербском городке — Гуче ежегодно проводится фестиваль духовых оркестров. Два враждующих коллектива готовятся к бескомпромиссной борьбе. Пасынок руководителя цыганского оркестра и дочь руководителя сербского коллектива влюбляются друг в друга. Отец девушки категорически против, однако в шутку обещает изменить своё предубеждение, если Ромео выиграет конкурс. Фильм полон аллюзиями на борьбу враждующих кланов Монтекки и Капулетти, любви Адама и Евы, Орфея и Эвридики, даже присутствует тема отравления Моцарта. Весь фильм пронизан музыкой балканских духовых оркестров.

## В ролях
- Марко Маркович[к 1] (серб. Marko Markovic) — Ромео Йованович.
- Александра Манасиевич (серб. Aleksandra Manasijevic) — Юлиана.
- Младен Нелевич (серб. Mladen Nelevic) — Владиша Трандафилович «Сачмо», отец Юлианы.
- Ненад Оканович (серб. Nenad Okanovic) — «Горошек», друг Ромео.
- Славолюб Пешич (серб. Slavoljub Pesic) — Сандокан, отчим Ромео.
- Светислав Пешич (серб. Svetislav Pesic) — «Рокки», сын Сандокана.
- Ольга Оданович (серб. Olga Odanovic) — Параскева, мать Юлианы.
- Мирьяна Джурджевич (серб. Mirjana Djurdjevic) — Ромика, певица, иногда выступающая с оркестром Сандокана.
- Зумрита Якупович (серб. Zumrita Jakupovic) — Марианна, мать Ромео.
- Марко Еремич (серб. Marko Jeremic) — Любиша, брат Юлианы, находится в конфронтации с Юлианой и Драгишей.
- Йово Максич (серб. Jovo Maksic) — Драгиша, брат Юлианы, инвалид, во всем поддерживает Юлиану.
- Никола Пеякович (серб. Nikola Pejakovic) — Певец в кафе.
- Раде Радивоевич (серб. Rade Radivojevic) — Священник Милорад.
- Федя Стоянович (серб. Fedja Stojanovic) — Начальник.
- Деяна Миладинович (серб. Dejana Miladinovic) — Дивна.

## Съёмочная группа
- Автор сценария: Душан Милич
- Режиссёр: Душан Милич
- Оператор: Петар Попович
- Композитор: Деян Пейович